# Dibu 3 - La grande avventura
Dibu 3 - La grande avventura (o Dibu 3 - Nello spazio; in spagnolo Dibu 3, la gran aventura) è un film d'animazione argentino del 2002, diretto da Raúl Rodríguez Peila.
È il terzo e ultimo film tratto dalla serie televisiva Dibu (Mi familia es un dibujo), ed è il seguito di Dibu e Dibu 2 - La rivincita di Nasty.

## Trama
Il dolcissimo Dibu viaggia su Marte e deve sedersi per negoziare la salvezza della Terra con le creature che vivono nascoste nel pianeta rosso.